# انجمن ملی صاحبان سینما
انجمن ملی صاحبان سینما (به انگلیسی: National Association of Theatre Owners) سازمانی تجاری در آمریکا است که اعضای آن صاحبان سینما هستند. این انجمن در سال ۱۹۶۵ تأسیس شده‌است و جایزه‌ای به نام شووست (ShoWest) را اهدا می‌کند. شووست یکی از چندین رویداد گروه فیلم شرکت نیلسن است و یک نمایشگاه صنعت سینما است که انجمن ملی صاحبان سینما آن را در سال ۱۹۷۵ به وجود آورده‌است. این نمایشگاه معمولاً در ماه مارس برگزار می‌شود.
رویدادهای گروه فیلم نیلسن (شووست، نمایشگاه بین‌المللی سینما، شوایست و سین ایژا) تنها انجمن و نمایشگاهی است که به نیازهای صنعت سینما در سراسر جهان اختصاص داده شده‌است.